# Geert Bakker
Geert Alle Bakker (15 de enero de 1921-7 de agosto de 1993) fue un deportista neerlandés que compitió en vela en la clase Soling. Fue padre del también regatista Steven Bakker.
Ganó dos medallas de plata en el Campeonato Europeo de Soling, en los años 1968 y 1979.

## Palmarés internacional
| Campeonato Europeo | Campeonato Europeo     | Campeonato Europeo | Campeonato Europeo |
| Año                | Lugar                  | Medalla            | Clase              |
| ------------------ | ---------------------- | ------------------ | ------------------ |
| 1968               | Skovshoved (Dinamarca) | Medalla de plata   | Soling             |
| 1979               | La Rochelle (Francia)  | Medalla de plata   | Soling             |